# Schemerlamp

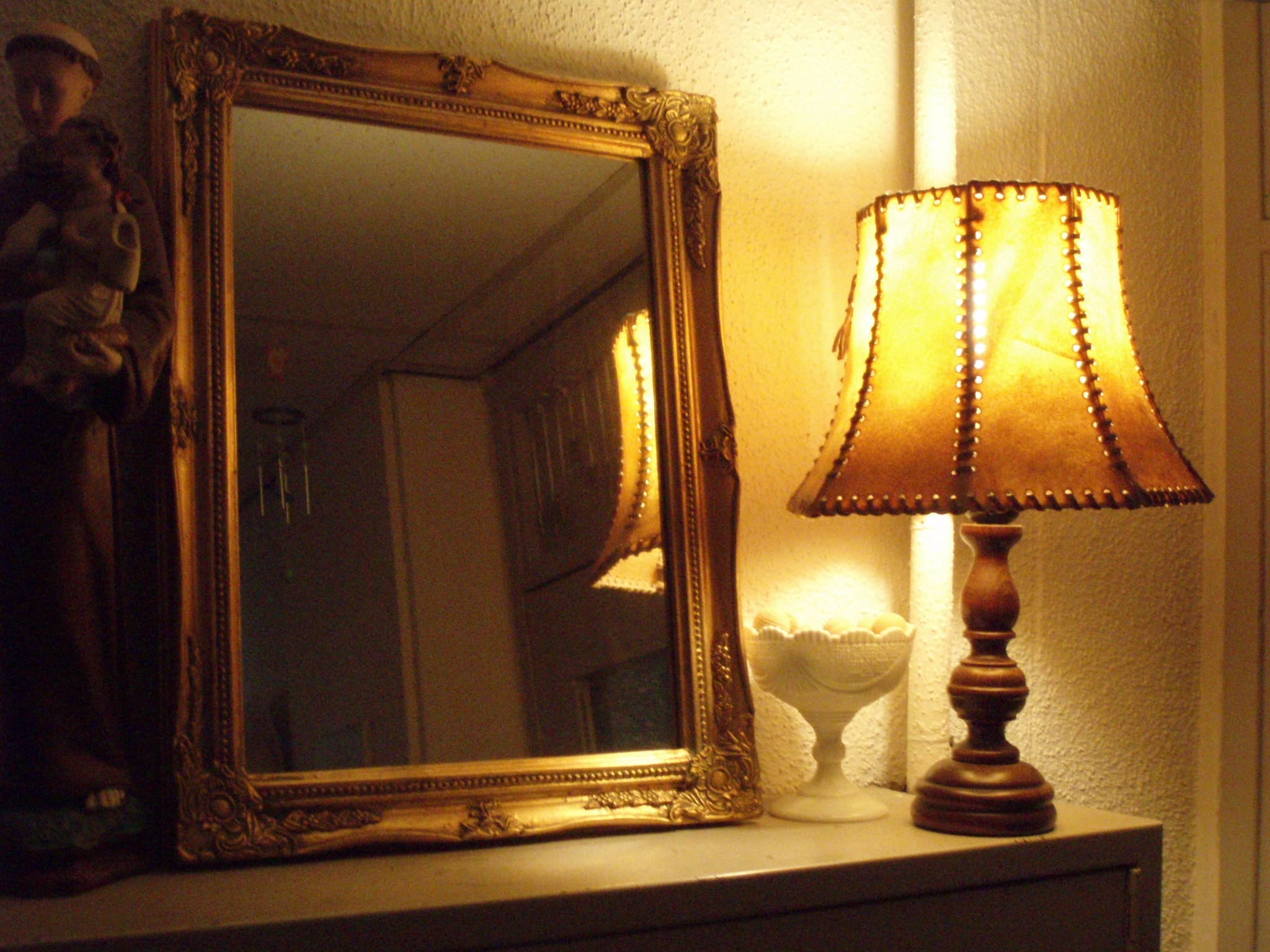
De kap van schemerlamp verstrooit het licht van de lamp

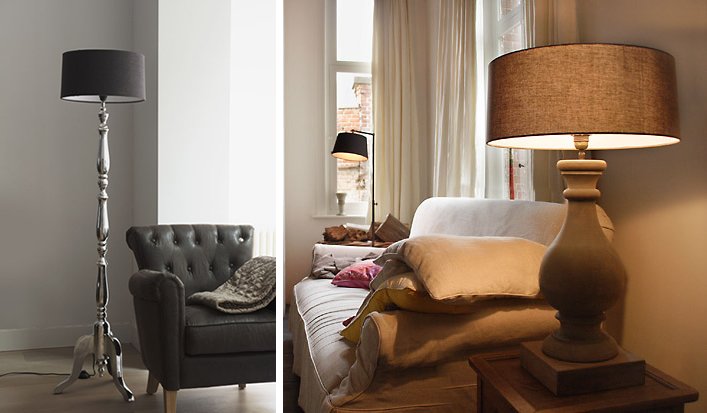
Andere soorten schemerlamp

Een schemerlamp is een lamp die gebruikt wordt om in een bepaalde ruimte het effect van een schemering te laten ontstaan, schemeren. 
Het duidt op een lamp die op een standaard aan de muur is bevestigd, of hangend aan het plafond, om niet alleen op een enkel punt in de kamer licht te hebben zoals het geval is bij een spot. Kenmerkend aan een schemerlamp is dat ze voorzien is van een lampenkap.